# Fanny Rabel
Fanny Rabel (* 27. August 1922 in Polen; † 25. November 2008 in Mexiko-Stadt; eigentlich Fanny Rabinovich) war eine in Mexiko tätige Künstlerin polnischer Herkunft.

## Biografie
Fanny Rabinovich, Tochter einer jüdischen Theaterschauspielerfamilie und Schwester von Malkah Rabell, kam 1929 nach Paris und begann hier ihre künstlerische Ausbildung. 1938 kam sie nach Mexiko und nahm dort an der Escuela Nocturna para Trabajadores Grafik- und Bildhauerkurse. Ab 1942 studierte sie an der Escuela Nacional de Pintura, Escultura y Grabado „La Esmeralda“. Sie lernte bei José Chávez Morado, Feliciano Peña und zählte neben Arturo García Bustos, Guillermo Monroy und Arturo Estrada zu den Schülern Frida Kahlos, die als „Los Fridos“ bekannt wurden. Zudem assistierte sie David Alfaro Siqueiros und später auch Diego Rivera bei dessen Murales im Palacio Nacional. 1945 gab sie in der Liga Popular Israelita ihre erste Einzelausstellung. 1948 war sie unter den Gründungsmitgliedern der Sociedad para el Impulso de las Artes Plásticas, 1952 unter den Gründern der Frente Nacional de Artes Plásticas (FNAP) und von 1949 bis 1961 Mitglied der Taller de Gráfica Popular. Zu ihren Arbeiten gehören Murales am israelitischen Sportzentrum in der mexikanischen Hauptstadt und im Museo Nacional de Antropología in Mexiko-Stadt.